# Кобів Юрій Йосифович
Кобів Юрій Йосифович — український науковець ботанік, еколог, доктор наук НАН України, автор 38 опублікованих досліджень.

## Кар'єра
2014 — доктор біологічних наук за спеціальністю ботаніка. Провідний науковий співробітник Відділу популяційної екології Інституту екології Карпат.
2007 — старший науковий співробітник НАН України.
1988 — кандидат біологічних наук НАН України, спеціальність екологія.

## Родина
Батько — Кобів Йосип Устимович (1910—2001), український філолог-класик, професор Львівського національного університету імені Івана Франка, член Національної спілки письменників України, дійсний член Наукового товариства ім. Тараса Шевченка.